# بروتوكول البوابة الحدودية
بروتوكول البوابة الحدودية أو بروتوكول التوجيه بين البوابات (بالإنجليزية: Border Gateway Protocol اختصاراً BGP)‏ هو بروتوكول توجيه، خارجي، مُصمم لتبادل المعلومات المتعلقة بالتوجيه بين الأنظمة المستقلة في شبكات الحاسب. وهو موصُوف في وثيقة طلب التعليقات (RFC 4271). يُصنّف البروتوكول بحسب الخوارزمية التي يعمل بها مع مجموعة بروتوكولات التوجيه العاملة بخوارزمية شعاع المسار، وهو يُساعد الموجهات لاتخاذ قرار التوجيه بحسب المسار والسياسات المُعتمدة في الشبكة.
يمكن أن يُستخدم بروتوكول البوابة الحدودية كبروتوكول توجيه داخليّ، وفي هذه الحالة يُشار إلى هذا الاستعمال ببروتوكول البوابة الداخلية (iBGP)، وللاستعمال الأصليّ ببروتوكول البوابة الحدودية الخارجيّة (eBGP).